# Roger O'Donnell
Roger O'Donnell (Londres, 29 de Outubro de 1955) é um teclista e compositor inglês, mais conhecido pelo seu trabalho nas bandas The Cure, Psychedelic Furs, Thompson Twins e Berlin.
Entrou para o The Cure em 1987, banda que contava com o seu amigo Boris Williams, do tempo do Thompson Twins. 
Sai da banda em 1990 em conflito com outros membros, regressa em 1995, e em 2004 é afastado por Robert Smith, por desacordos quanto ao futuro da banda. Desde então seguiu uma carreira a solo. Em Maio de 2011 em um show em Sydney, Roger anunciou sua volta ao The Cure. Entrou para o Rock and Roll Hall of Fame como membro do grupo em 2019.